# Општина Вама (Сучава)
Вама (рум. Vama) општина је у Румунији у округу Сучава.
Oпштина се налази на надморској висини од 546 m.